# Gér András László
Gér András László (Budapest, 1987. március 7. - ), református teológus, vallástörténész, a Magyarországi Református Egyház zsinati tanácsosa.
A Sárospataki Református Kollégium Gimnáziumában érettségizett, majd a Károli Gáspár Református Egyetem (KRE) Hittudományi Karán és a Debreceni Református Hittudományi Egyetemen szerzett református teológus diplomát. Emellett a KRE Bölcsészettudományi Karán történelem alapszakos bölcsész (BA), majd a Pázmány Péter Katolikus Egyetem Bölcsészettudományi Karán okleveles vallástörténész (MA) diplomát szerzett.

## Tudományos pályája
2009-ben a XXIX. Országos Tudományos Diákköri Konferencia Humántudományi Szekciójának Orientalisztika Tagozatában első helyezést ért el egy észak-arábiai oázis, Tayma történetének feldolgozásával. Pályamunkájában bemutatta a térség történeti kapcsolatait ószövetségi és mezopotámiai források alapján. 
2010-ben a XXX. Jubileumi Országos Tudományos Diákköri Konferencián három pályamunkával indult: a Humántudományi Szekció Orientalisztika tagozatában észak-arábiai vallástörténeti, epigráfiai munkával, az Ókortudomány – Klasszika filológia tagozatban pedig az ószövetségi kénita néppel foglalkozó munkával, valamint a Társadalomtudományi szekció Vallás- és hittudományi tagozatában egy ószövetségi szöveg, az 5Mózes 32:19-25 szakaszának nyelvészeti és vallástörténeti vizsgálatával, ez utóbbival második helyezést ért el.  
Ezekben az években, s ezt követően számos publikációja és előadása született ókor- és vallástörténeti kutatásaiból, a Fiatal Kutatók és Doktoranduszok Nemzetközi Teológuskonferenciája, a Magyarországi Református Egyház Doctorok Collegiuma Ószövetségi szekció rendszeres előadója volt. 
2011-ben tudományos munkáját Pro Scientia Aranyéremmel ismerték el. 

## Közigazgatási pályája
2013-ban magyar közigazgatási ösztöndíjasként az Emberi Erőforrások Minisztériuma Egyházi, Nemzetiségi és Civil Társadalmi Kapcsolatokért Felelős Államtitkárságán gyakornok majd stratégiai referens, Hölvényi György államtitkár mellett. 2014-2015 között az Emberi Erőforrások Minisztériuma egyházügyi főtanácsadója Balog Zoltán miniszter mellett.
2013-ban a Károli Gáspár Református Egyetem Állam- és Jogtudományi Karán külügyi szaktanácsadóként végez.

## Egyházi szolgálata
2015. július 1-től megbízott, november 18-tól megválasztott zsinati tanácsosként szolgál a Magyarországi Református Egyházban. 
2018. január 1-től a Budapest-Fasori Református Egyházközség pótpresbitere, 2021. október 14-től presbitere. 
2020-tól a Református Közéleti és Kulturális Alapítvány kuratóriumi tagja. A nagy múltú balatonszárszói református konferenciák utódjaként 2017-ben elinduló Reformátusok Szárszói Konferenciájának főszervező házigazdája.					 
2015-től a Magyarországi Egyházak Ökumenikus Tanácsa Vallásközi Dialógus Bizottságának tagja.
Az állam és a református egyház közötti együttműködések elősegítése és fejlesztése érdekében végzett munkája elismeréseként 2020-ban Áder János Magyarország köztársasági elnöke Magyar Arany Érdemkeresztet adományozott részére.

## Magánélete
Nős, három gyermek édesapja.